# ياو (أوساكا)
مدينة ياو (بالإنجليزية: Yao)‏ هي أحد المدن التابعة لمحافظة أوساكا. تأسست رسميًا في 01/04/1948. ويقدر عدد سكانها بـ 273244 نسمة حسب تقدير مكتب الإحصاء الياباني لعام 2012. تبلغ مساحة ياو 41.71 كم2. بكثافة سكانية تبلغ 6551 نسمة/كم2.

## توأمة
لياو (أوساكا) اتفاقيات توأمة مع كل من:
- شانغهاي
- Jiading, Shanghai [الإنجليزية]‏

## أعلام
- تاكاشي مايكه
- يوي اوكادا
- كوسوكي أكانيشي
- هيدياكي إكيماتسو
- مونيتاكا أوكي